# ノースアジア大学明桜高等学校
ノースアジア大学明桜高等学校（ノースアジアだいがくめいおうこうとうがっこう）は、秋田県秋田市下北手桜字守沢にある私立高等学校。設置主体は学校法人ノースアジア大学。

## 概要
1953年（昭和28年）に秋田短期大学付属高等学校として創立。秋田経済大学附属高等学校、秋田経済法科大学附属高等学校、明桜高等学校などの学校名変更を経て、2020年（令和2年）に現校名となる。
「努力が人を作る」、「情熱と闘志で最善を尽くす」を校是とし、社会生活を送れる人間の育成を目指している。野球部、サッカー部、吹奏楽部をはじめとした部活動の強豪校として知られる。
進学実績は、国公立大への進学者が10人前後、早慶上理ICU、GMARCH、成成明学獨國武、日東駒専などの有名私立大学への進学者は15人前後で推移している。主な進学先としては、ノースアジア大学、秋田栄養短期大学、秋田看護福祉大学への学園内進学や東北学院である。　　

## 設置科
- 普通科
  - 文理コース
  - 総合研究コース
  - 特別進学コースα
  - 特別進学コースβ
  - デジタルコース

## 沿革
- 1953年4月 - 「秋田短期大学附属高等学校」として開校
- 1957年4月 - 「商業科」増設
- 1964年
  - 4月 - 「秋田経済大学附属高等学校」に改称
  - 12月 - ユネスコ国際理解教育共同学校指定校となる
- 1969年4月 - 「自動車工学科」増設
- 1976年3月 - カナダと文化交流行事を開始
- 1979年5月 - 特別研修棟完成（茨島旧校舎）
- 1980年7月 - 学園総合移転計画を発表
- 1981年
  - 5月 - 「中国研修の船」開始
  - 8月 - 学園移転造成工事起工式
- 1983年4月 - 「秋田経済法科大学附属高等学校」に改称
- 1986年2月 - 校舎を現在地に移転
- 2007年3月 - 「商業科」閉科
- 2007年4月 - 「明桜高等学校」に改称
- 2009年3月 - 「自動車工学科」閉科
- 2016年4月 - 「体育コース」開科
- 2019年4月 - 「体育コース」閉科
- 2020年4月 - 「ノースアジア大学明桜高等学校」に改称
- 2023年4月 - 「デジタルコース」設置

### 歴代校長
| 代数   | 氏名       | 在任期間              | 前職                       | 備考                                                                               |
| ------ | ---------- | --------------------- | -------------------------- | ---------------------------------------------------------------------------------- |
| 初代   | 中川秀松   | 1953年1月 - 1958年3月 | 角館高校 校長              |                                                                                    |
| 第2代  | 又井盛治   | 1958年4月 - 1970年3月 |                            |                                                                                    |
| 第3代  | 山本一     | 1970年4月 - 1973年3月 | 秋田高校 校長              |                                                                                    |
| 第4代  | 和田勝太郎 | 1973年4月 - 1978年3月 |                            |                                                                                    |
| 第5代  | 青柳吉隆   | 1978年4月 - 1982年3月 |                            |                                                                                    |
| 第6代  | 高山岩男   | 1982年4月 - 1986年3月 | 秋田経済大学 学長          |                                                                                    |
| 第7代  | 秋山光雄   | 1986年4月 - 1992年3月 | 秋田高校 校長              | 新校舎で開校後、就任。                                                             |
| 第8代  | 水澤研一   | 1992年4月 - 1997年3月 |                            |                                                                                    |
| 第9代  | 湯川敬治   | 1997年4月 - 2001年3月 |                            | 教頭から昇格                                                                       |
| 第10代 | 池田好道   | 2001年4月 - 2005年3月 | 秋田高校 校長 → 本校副校長 |                                                                                    |
| 第11代 | 下村一男   | 2005年4月 - 2006年7月 | 秋田北高校 校長            | 武塙校長時代には、法人の「学園長」へ就任。                                         |
| 第12代 | 武塙宗吉   | 2006年8月 - 2007年3月 |                            | 2007年4月、秋田看護福祉大学に転出し、事務部長に就任。                              |
| 第13代 | 嶋田耕也   | 2007年3月 - 2009年3月 |                            | (併)ノースアジア大学経済学部教授                                                   |
| 第14代 | 古谷元人   | 2009年4月 - 2012年3月 |                            | 2013年4月、ノースアジア大学へ転出し、経済学部専任講師に就任。                      |
| 第15代 | 近藤和裕   | 2012年4月 - 2015年3月 |                            | 校長就任と同時に、ノースアジア大学経済学部専任講師を併任し、校長退任後は大学専任。 |
| 第16代 | 花田富士夫 | 2015年4月 - 2020年3月 |                            | (併)ノースアジア大学法学部教授                                                     |
| 第17代 | 山田芳浩   | 2020年4月 - 現在      |                            |                                                                                    |

## 部活動
- 硬式野球部
- サッカー部
- 男女ソフトボール部
- 陸上競技部
- 剣道部
- テニス部
- バスケットボール部
- バドミントン部
- レスリング部
- 卓球部
- 水泳部
- 柔道部
- フェンシング部
- 少林寺拳法同好会
- フットサル同好会

- 放送部
- 写真部
- 美術部
- チアリーディング部
- 吹奏楽部
- 文芸イラスト同好会
- 書道同好会
- ユネスコ同好会
- eスポーツ同好会

### 硬式野球部
秋田県内の私立高校(全5校)としては唯一の甲子園出場経験校。甲子園での最高成績は1989年夏（第71回）のベスト4。
- 全国高等学校野球選手権大会（夏の甲子園）11回出場
1981年夏（第63回）初出場
1982年夏（第64回）2回目
1987年夏（第69回）3回目
1989年夏（第71回）4回目（ベスト4）
1990年夏（第72回）5回目
1993年夏（第75回）6回目
1996年夏（第78回）7回目
2009年夏（第91回）8回目
2017年夏（第99回）9回目
2021年夏（第103回）10回目
2023年夏（第105回）11回目

- 選抜高等学校野球大会（春の甲子園）5回出場
1981年春（第53回）初出場
1990年春（第62回）2回目
1993年春（第65回）3回目
2000年春（第72回）4回目
2002年春（第74回）5回目

### 男子サッカー部
秋田県内の私立高校(全5校)としては唯一の高校サッカー選手権大会出場経験校。
- 全国高等学校サッカー選手権大会（高校サッカー選手権大会）5回出場[3]
第63回高校サッカー選手権大会初出場
第66回高校サッカー選手権大会2回目
第72回高校サッカー選手権大会3回目
第99回高校サッカー選手権大会4回目
第101回高校サッカー選手権大会5回目

その他の運動部では、インターハイ、ウィンターカップでベスト4がそれぞれ1度の女子バスケットボール部やIHでベスト4進出経験のあるバドミントン部や男子ソフトボール部、オリンピック選手を輩出したレスリング部、IHベスト8や県内唯一の三冠を達成した剣道部、陸上部、女子サッカー部、テニス部、少林寺拳法部や女子ソフトボール部なども全国大会に出場している。また文化部では吹奏楽部、放送部が全国大会に出場している。
2023年度は、北海道IHにサッカー部、テニス部、少林寺拳法同好会、剣道部(ベスト8)、レスリング部、男子ソフトボールが出場した。鹿児島国体には、剣道部、陸上部、レスリング部が出場した。また、吹奏楽部が全日本吹奏楽コンクールで銀賞を獲得し、放送部がNHK杯全国高校放送コンテスト、全国高等学校総合文化祭に出場した。

## 著名な出身者
前身の秋田短期大学附属高等学校時代からのものを含む。
- 秋山隆之 - 元サッカー選手（立正大学 - 名古屋グランパスエイト）
- 有明葵衣 - バスケットボール選手（筑波大学 - 富士通）
- 石川光男 - 潟上市長（旧・天王町長）
- 一ノ関史郎 - 重量挙げ選手、書道家（法政大学 - 秋田県職員 1964年東京、1968年メキシコ五輪代表）
- 今美春 - バスケットボール選手（日本体育大学 - 富士通 - 秋田県体育協会）
- 小野仁 - 元プロ野球選手（日本石油 - 読売ジャイアンツ）
- 風間球打 - プロ野球選手（福岡ソフトバンクホークス）
- 加藤光教 - 元プロ野球選手（法政大学 - 中日ドラゴンズ）
- 鎌田祐哉 - 元プロ野球選手（早稲田大学 - 東京ヤクルトスワローズ - 東北楽天ゴールデンイーグルス - 台湾・統一）
- 川口雄介 - 総合格闘家（順天堂大学 - 池袋 BLUE DOG GYM）
- 木村優太 - 元プロ野球選手（東京ガス - 千葉ロッテマリーンズ）
- 工藤泰成 - プロ野球選手（東京国際大学-徳島インディゴソックス→阪神タイガース）
- 小山桂司 - 元プロ野球選手（秋田経済法科大学中退 - シダックス - 北海道日本ハムファイターズ - 中日ドラゴンズ - 東北楽天ゴールデンイーグルス）
- 佐藤豪則 - 総合格闘家 第6代ウェルター級キング・オブ・パンクラス王座
- 佐藤洋一郎 - プロ格闘技選手 第3代修斗環太平洋ミドル級チャンピオン（カタナジム所属）
- 塩屋透 - 元バスケットボール選手（秋田経済法科大学 - いすゞ自動車）
- 進藤金日子 - 参議院議員、総務大臣政務官
- 砂田毅樹 - 元プロ野球選手（横浜DeNAベイスターズ-中日ドラゴンズ）
- 攝津正 - 元プロ野球選手（JR東日本東北 - 福岡ソフトバンクホークス）
- 曽谷龍平 - プロ野球選手（白鷗大学-オリックス・バファローズ）
- 田口成浩 - バスケットボール選手（富士大学 - 秋田ノーザンハピネッツ - 千葉ジェッツふなばし-秋田ノーザンハピネッツ）
- 照井貴大 - ラグビー選手、リコーブラックラムズ所属。
- 中川申也 - 元プロ野球選手（阪神タイガース）
- 野中天翔 - プロ野球選手（中日ドラゴンズ）
- 松本豊 - 元プロ野球選手（住友金属 - 横浜大洋ホエールズ）
- 水沢英樹 - 元プロ野球選手（広島東洋カープ）
- 山口航輝 - プロ野球選手（千葉ロッテマリーンズ）
- 渡辺浩稔 - 柔道家
- 布施勇弥 - 俳優

## 交通
- JR東日本（奥羽本線・羽越本線）秋田駅より徒歩40分
- 秋田中央交通 桜台線 430系統（秋田駅東口 - 城東消防署前 - 桜台中央公園前）で、宗入寺霊園前下車、徒歩10分程度
- あさひ自動車 秋田市マイタウン・バス下北手線 （大学病院前 - 宝川上丁）で「谷崎入口」下車、正門まで徒歩8分程度
- 学校法人ノースアジア大学が運行する中古のシャトルバスでいくことも可能。